# Francesco Iachello
Francesco Iachello (* 11. Januar 1942 in Francofonte, Sizilien) ist ein italienischer theoretischer Physiker, der hauptsächlich über Kern- und Molekülphysik arbeitet. Er ist zusammen mit Akito Arima der Schöpfer des „Interacting Boson Model“.

## Leben
Iachello promovierte 1964 als Kerntechnik-Ingenieur am Polytechnikum Turin und 1969 in Physik am MIT. Seit 1978 arbeitet er an der Yale University, wo er zur Zeit J. W. Gibbs Professor für Physik und Chemie ist.
Iachello erhielt 1964 den Chiaudano-Preis und war 1968 Fulbright Fellow. 1990 erhielt er die Wigner-Medaille, 1991 den Taormina-Preis und den niederländischen Akzo-Preis. 1993 erhielt er mit Akito Arima den Tom-W.-Bonner-Preis für Kernphysik der American Physical Society, deren Fellow er 1979 wurde. Er ist Mitglied der niederländischen und kroatischen Akademie der Wissenschaften. 1997 erhielt er den Jahrhundertpreis der Italienischen Physikalischen Gesellschaft. 2002 erhielt er den Lise-Meitner-Preis der Europäischen Physikalischen Gesellschaft. Er ist Ehrendoktor der Universitäten Ferrara, Sevilla, Darmstadt und der Chung Yuan Christian University in China. Seit 2013 ist er auswärtiges Mitglied der Academia Europaea.
Iachello ist bekannt für seine Anwendung von algebraischen Methoden (Lie-Algebren) auf die Untersuchung der Spektren von Atomkernen und Molekülen. 1974 führte er mit Akito Arima die Interacting Boson Approximation in die Kernphysik ein, bei der kollektive Anregungen mit Hilfe der unitären Gruppe U(6) beschrieben werden. Dahinter steht die Vorstellung einer Beschreibung durch Paare von Neutronen und Protonen statt durch die Nukleonen selbst. Die Paare werden als Bosonen behandelt mit verschiedenen Drehimpulsen (s- und d-Bosonen, entsprechend den Drehimpulsen 0 und 2). Die Wechselwirkung mit ungepaarten Fermionen (ungerade Kerne) wird in einer Erweiterung des Modells mit supersymmetrischen Algebren beschrieben.
In jüngster Zeit beschäftigt er sich hauptsächlich mit der Untersuchung der quantenmechanischen Dynamik von Molekülen (z. B. Quantenphasenübergänge, Polymerdynamik) mit algebraischen Methoden, womit er schon 1981 begonnen hat (Vibron Model).